# La Magdeleine
För andra betydelser, se La Magdeleine (olika betydelser).
La Magdeleine är en kommun i departementet Charente i regionen Nouvelle-Aquitaine i västra Frankrike. Kommunen ligger  i kantonen Villefagnan som ligger i arrondissementet Confolens. År 2022 hade La Magdeleine 117 invånare.

## Befolkningsutveckling
Antalet invånare i kommunen La Magdeleine
Referens:INSEE